# Jaimito (revista)
Jaimito fue una revista española de historieta infantil, editada por Editorial Valenciana, que se publicó entre 1944 y 1985, con 1688 números ordinarios y varios extraordinarios, además de 34 almanaques. Su director artístico fue José Soriano Izquierdo y constituyó la principal exponente de la escuela valenciana de historieta cómica.
Entre sus colaboradores, pueden destacarse a Karpa, Jesús Liceras, Nin, Palop, Rojas, José Sanchis y Serafín, además de Alamar, Ambrós, Luis Bermejo, Carbó, Cartus, Castillo de Fez, Enrique Cerdán, Edgar, Frejo, Manuel Gago, José Grau, Gorrís, Grema, José Luis, Miguel Quesada, Peris, Salvador, Serna Ramos y Sifré, y los guionistas Federico Amorós, Alfonso Arizmendi, Juan Antonio de Laiglesia, Pascual Enguídanos, Pablo Gago, Pedro Quesada, José Luis Sellés y Vicente Tortajada.
Entre 1958 y 1979, Editorial Valenciana publicó también la revista Selecciones de Jaimito.

## Trayectoria editorial
La revista Jaimito surgió a raíz de los cuadernillos de Jaimito y Periquete (1943). En su trayectoria, se distinguen cuatro etapas:

### Primera etapa: 1944-1952
Entre 1944 y 1952 "Jaimito" tuvo una aparición discontinua y los ejemplares carecían de numeración, por carecer del permiso oficial de publicación periódica. José Soriano Izquierdo, quien luego llegaría a ser director artístico de la editorial, y Antonio Ayné se encargaron de realizar casi en solitario todo el material de estos primeros números, aunque pronto se les sumarían Jesús Liceras, Palmer, Moscardó, Palop, V. Maciá y Nadal. En 1947 se había empezado también a incluir material extranjero.
| Aparición | Números | Título                                     | Autoría              | Procedencia                               |
| --------- | --- | ------------------------------------------ | -------------------- | ----------------------------------------- |
| 1947      | 45, 120, 140,                                                                                                 | Lorenzo Parachoques                        | Chic Young           | Tira de prensa estadounidense             |
| 1947      | 45, 120, 140, 425, 433, 551, 726, 728, 734, 745, 751, 889, 897, 945, 1014, 1027, 1029, 1139, 1165, 1255, 1257 | Jaimito y compañía                         | VV. AA.              | Su propia colección de cuadernos en 1944. |
| 1947      | 45 | Pedro Harapos                              | C. D. Russell        | Tira de prensa estadounidense             |
| 1947      | 45, 120, 140, 726, 728, 734, 745, 751, 825, 849, 889, 897, 945, 1029,                                         | Popeye                                     | Tom Sims/Bela Zaboly | Tira de prensa estadounidense             |
| 1947      | 45, 120, 140,                                                                                                 | Aventuras de dos pilluelos                 | Knerr                | Tira de prensa estadounidense             |
| 1950      | 120, 433, | Robertín, el niño millonario               | Palop                |                                           |
| 1950      | 140, 425, 433, 551,                                                                                           | Doña Tere, don Panchito y su hijo Teresito | Serafín              |                                           |
| 1950      | 140, 433, 726, 734, 825, 849, 889, 897, 1014, 1027, 1213                                                      | Bartolo, as de los vagos                   | Palop                |                                           |
| 1950      | 140, | Una aventura de Colilla                    | Juan Pérez del Muro  |                                           |
| 1952      | | El Profesor Meloncete                      | Vicente Ramos        |                                           |

### Segunda etapa: 1952-1979
Conseguido el permiso de publicación periódica, entre 1952 y 1979 aparecieron unos 1664 números (ya con la numeración en la portada), 34 almanaques y varios extras. La revista llegaba ya a todo el país. En 1973, su tirada era de 35.000 ejemplares, mientras que en 1976 alcanzaba los 58.000.
A partir del número 154 disminuyó su formato a 18,5 x 27 cm. y poco después lo hizo el número de páginas a 16, al mismo tiempo que se incorporó el color a las páginas interiores. El humor testimonial iba desapareciendo por la presión de la censura.
| Aparición  | Números | Título                                   | Autoría                  | Procedencia                          |
| ---------- | --- | ---------------------------------------- | ------------------------ | ------------------------------------ |
| 1954       | 225, 425, 433, 551, 726, 728, 734, 745, 751, 825, 849, 889, 897, 945, 1014, 1027, 1029, 1139, 1165, 1213, 1255 | El Soldadito Pepe                        | José Sanchis             |                                      |
| 1954       | 225 | Jirafito                                 | José Sanchis             |                                      |
| 1954       | 225 | El ratón Pérez                           | Jesús Liceras            |                                      |
| 1954       | 260 | Pumby                                    | José Sanchis             | Pasó a encabezar la revista homónima |
| 1956       | 330 | Gori Gori, el fantasma loco              | Nin                      |                                      |
| 1956       | 345, 551, | D. Meollo el inventor D. Meollo y Tarugo | Nin                      |                                      |
| 1956       | 375 | Don Pirulí                               | Palop                    |                                      |
| 1956       | 375, 425, 551,                                                                                                 | Robinsón Pérez                           | Palop                    |                                      |
| 1957       | 390, 425, 433, 551,                                                                                            | El paracaidista Pérez                    | Castillo                 |                                      |
| 1957       | 390, 425, 433,                                                                                                 | Cucharito                                | Rojas                    |                                      |
| 1957       | 390 | D. Poli                                  | Rojas                    |                                      |
| 1957       | 420, 433 | Pieduro                                  | Alamar                   |                                      |
| 1957       | 420 | Cañete Camarrón                          | Nene Estivill            |                                      |
| 30/11/1957 | 425, 433, 551,                                                                                                 | Don Cipriano Metomentodo                 | Edgar                    |                                      |
| 30/11/1957 | 425, 433, 435                                                                                                  | Simplicio Panoli                         | Edgar                    |                                      |
| 25/01/1958 | 433, 540, 551, 726, 745, 751, 849, 889, 945,                                                                   | Hércules Fortachón Robustiano Fortachón  | Carbó                    |                                      |
| 1958       | 435 | D. Cleo                                  | Rojas                    |                                      |
| 1958       | 438, 551, 726, 728, 734, 745, 751, 825, 849, 889, 897, 945, 1014, 1027, 1029, 1139, 1165, 1213                 | El Capitán Mostachete                    | José Sanchís             |                                      |
| 1959       | 495 | Bill                                     | Cartus                   |                                      |
| 1959       | 516, 551, 726, 728, 734, 745, 751, 849, 889, 897,                                                              | Gedeón y Eustaquio el genio              | Rojas                    |                                      |
| 1959       | 525 | Cocolino y Tragavientos                  | Reinoso                  |                                      |
| 1960       | 540, 734, 825, 849, 897,                                                                                       | El penado 113                            | Carbó                    |                                      |
| 1960       | 555, 726, 734, 849, 889, 897, 945, 1213                                                                        | El abuelito                              | Palop                    |                                      |
| 1960       | 555 | Chapulín y Potrolindo                    | Reinoso                  |                                      |
| 24/12/1960 | 585 | Rompetechos                              | Castillo                 |                                      |
| 8/04/1961  | 600 | Paco el centauro                         | Nin                      |                                      |
| 22/07/1961 | 615, 734, 745, 751, 849, 889, 897, 945, 1014, 1027, 1029, 1139, 1165, 1213, 1255, 1257                         | Nabucodonosor y Pío                      | Rojas                    |                                      |
| 17/02/1962 | 645 | Montana Joe                              | Grema                    |                                      |
| 2/06/1962  | 660, 726, 728, 734, 745, 751, 825, 849, 889, 945, 1014, 1027, 1029, 1139, 1165, 1213, 1257                     | El grumete Timoteo                       | Vicente Tortajada/Cerdán |                                      |
| 2/06/1962  | 660, 726, 728, 751, 825, 849, 889, 897, 1014, 1027, 1139, 1255                                                 | Sherlock Pómez                           | Palop                    |                                      |
| 2/06/1962  | 660, 728, 745, 751, 825, 849,                                                                                  | Johny Culata                             | Castillo                 |                                      |
| 2/06/1962  | 660, 1139, | El Monín y sus haraganes                 | Nin                      |                                      |
| 15/09/1962 | 600, 726, 734, 745, 751, 849, 889,                                                                             | D. Espino, el buen vecino                | Soriano Izquierdo/Nin    |                                      |

Entre 1963 y 1966 la revista sufrió cierta crisis en respuesta a los cambios sociales y aumentó su variedad cromática, número de páginas y precio e introdujo abundante publicidad:
| Aparición  | Números                                                  | Título                                                       | Autoría                     | Procedencia                   |
| ---------- | -------------------------------------------------------- | ------------------------------------------------------------ | --------------------------- | ----------------------------- |
| 3/04/1963  | 705                                                      | La familia Pere-Gil                                          | Sifré                       |                               |
| 13/04/1963 | 705, 734,                                                | Kuki el explorador                                           | Alamar                      |                               |
| 13/04/1963 | 705                                                      | Difumino Carboncillo                                         | Grema                       |                               |
| 13/04/1963 | 705, 734, 825, 897, 945, 1014, 1029, 1165                | La familia Cañamón                                           | Karpa                       |                               |
| 13/04/1963 | 705                                                      | El "sheriff" Bigotes                                         | Castillo                    |                               |
| 31/04/1963 | 705                                                      | Ricardín                                                     | José Sanchis                |                               |
| 27/07/1963 | 720, 728,                                                | Ritmoloco y Don Sinfonío                                     | José Sanchis                |                               |
| 27/07/1963 | 720, 728, 751,                                           | El profesor Megatón                                          | Grema                       |                               |
| 7/09/1963  | 726, 728, 734, 745, 751, 825                             | Mister Trola                                                 | Ángel Nadal                 | Británica                     |
| 7/09/1963  | 726, 728,                                                | Roberto Alcázar y Pedrín                                     | Eduardo Vañó                |                               |
| 7/09/1963  | 726, 734, 735, 745,                                      | Zoilo Tarugo                                                 | Garchez                     |                               |
| 21/09/1963 | 728, 745,                                                | D. Quisquilla                                                | Nin                         |                               |
| 18/01/1964 | 745,                                                     | Don Heliodoro Vendelotodo                                    | Gorrís                      |                               |
| 18/01/1964 | 745, 751                                                 | Los tres mosqueteros                                         | Carlos de Monterroble/Frejo |                               |
| 18/01/1964 | 751,                                                     | Modesto Flequillo                                            | Greg/André Franquin         | Franco-belga                  |
| 19/09/1964 | 780, 825                                                 | Pelé y Melé                                                  | Grema                       |                               |
| 02/01/1965 | 795, 825, 849, 897, 945,                                 | Don Golín y Quinielón                                        | Serafin                     |                               |
| 31/07/1965 | 825                                                      | Messy Schmidt                                                | Raf                         | Británica                     |
| 31/07/1965 | 825                                                      | Pepito Pegote                                                | Grema                       |                               |
| 29/10/1966 | 889, 897,                                                | Lobo de mar                                                  | Grema                       |                               |
| 29/10/1966 | 889, 1165                                                | El profesor Cabezolín y su ayudante Fermín                   | Grema                       |                               |
| 21/01/1967 | 900, 945, 1014, 1027, 1029, 1139, 1165, 1213, 1255, 1257 | 7-7, cero a la izquierda                                     | Rojas de la Cámara          |                               |
| 21/01/1967 | 900, 945, 1165, 1213, 1255, 1257                         | Invisible Man                                                | Palop                       |                               |
| 2/12/1967  | 945,                                                     | Strapontin                                                   | Jacques Acar/Berck          | Franco-belga                  |
| 19/09/1968 | 980                                                      | El "dire" Comomascope"                                       | Sifré                       |                               |
| 1968       |                                                          | Los Colonos                                                  | Federico Amorós/Ambrós      |                               |
| 1969       |                                                          | El Capitán Salmonete y el Grumete Timoteo Dos Lobitos de Mar | Tortajada/Cerdán            |                               |
| 12/04/1969 | 1014, 1027,                                              | Prólogo de invasión/Saturno se defiende                      | Serafín                     |                               |
| 12/04/1969 | 1014, 1027, 1029,                                        | Héroes del Deporte                                           | Ambrós                      |                               |
| 12/07/1969 | 1027,                                                    | Gasógeno el taxista                                          | Grema                       |                               |
| 26/07/1969 | 1029, 1067                                               | Los Benito tienen coche                                      | Mozar                       |                               |
| 25/07/1970 | 1080, 1139, 1165, 1255                                   | Tip y Coll                                                   | Serafin                     |                               |
| 18/09/1971 | 1139, 1213                                               | Ov y Ni                                                      | Soriano/Payágill            |                               |
| 25/03/1972 | 1165, 1213                                               | El barón de la Mojama                                        | Palop                       | "Trampolín"                   |
| 03/03/1973 | 1213                                                     | Don Segundo Canal y su familia convencional                  | Serafin                     |                               |
| 22/12/1973 | 1255, 1257                                               | Don Esperpento                                               | José Sanchis                |                               |
| 5/01/1974  | 1257                                                     | Benjamín                                                     | Hachel                      | Franco-belga                  |
| 5/01/1974  | 1257                                                     | Korrigan                                                     |                             | Franco-belga                  |
| 5/01/1974  | 1257                                                     | La tribu terrible                                            | Gordon Bess                 | Tira de prensa estadounidense |

### Tercera etapa: 1979-1982
Entre 1979 y 1982, Jaimito adquiere una periodicidad mensual y aumenta su número de páginas.

### Cuarta etapa: 1983-1985
Entre 1983 y 1985, la revista se mantiene gracias a reeimpresiones, autores primerizos y material de agencias.